# ایان لوید
ایان لوید (به انگلیسی: Ieuan Lloyd) (زادهٔ ۹ ژوئیهٔ ۱۹۹۳) شناگر اهل ولز است.